# Conjetura de Catalan
La conjetura de Catalan (también conocida como teorema de Mihăilescu) es un teorema de teoría de números propuesto por el matemático Eugène Charles Catalan en 1884 y demostrado por primera vez por Preda Mihăilescu en abril de 2002.
Para entender esta conjetura, nótese que 2³ = 8 y 3² = 9 son dos números que son potencias consecutivas de números naturales. La conjetura de Catalan dice que este es el único caso de dos potencias consecutivas.
Es decir, la conjetura de Catalan afirma que la única solución en el conjunto de los números naturales de
xa − yb = 1
para x,a,y,b > 1 es x = 3, a = 2, y = 2, b = 3.
En particular, nótese que no tiene importancia que los mismos números 2 y 3 estén repetidos en la ecuación 3² − 2³ = 1.
La conjetura de Catalan fue demostrada por Preda Mihăilescu en 2002. La prueba se publicó en el Journal für die reine und angewandte Mathematik, 2004. Hace un uso extensivo de la teoría de cuerpos ciclotómicos y módulo de Galois. Una exposición de dicha prueba fue dada por Yuri Bilu en el Seminario Bourbaki.